# Gedalias (governador)
Gedalias (do hebraico גדליה, feito grande por Jeová), foi filho de Aicão e neto do secretário do rei Josias, Safã.(Jeremias 26:24)
Em 588 a.C., ele foi nomeado por Nabucodonosor II governante do país, após a destruição de Jerusalém (II Reis 25:22, Jeremias 40:5, Jeremias 52:16). No sétimo mês  de 588 a.C., três meses depois da destruição de Jerusalém, Gedalias foi morto pelo rebelde Ismael, em Mispá (Jeremias 41:2–3). Segundo Ussher, os judeus rememoram este assassinato com um jejum, em todo dia 3 do mês Tizri.